# 李文卿 (1948年)
李文卿（1948年12月25日—），出生於台灣嘉義縣，父母為中國湖北省武漢人。旅美數學家，賓州州立大學數學系特聘教授。 興趣研究領域有：數論、編碼理論、自守形式及譜圖論。

## 生平
父親李宗萬為工程師，1946年來台工作，隔年母親劉詠華亦來台定居。李文卿畢業於台南女中，在國立臺灣大學完成大學學業，於1970年獲得數學系理學士學位； 她和亦為知名華人女性數學家的金芳蓉、張聖容及吳徵眉是臺大同學，合稱台大數學系四朵金花。再加上滕楚莲、萧美琪有台大數學系六朵金花之称。 她在安德鲁·奥格的指導下，於1974年在加州大學伯克萊分校取得博士學位。 在1979年成為賓州州立大學的教職員前，她曾在1974年至1977年間，以及1978年至1979年間，先後於哈佛大學和伊利諾大學芝加哥分校擔任助理教授。 她亦為現任國家理論科學研究中心主任。

## 榮譽及獎項
李文卿在2010年獲得每三年頒發一次給傑出華人數學家的陳省身獎。  她於2012年成為美國數學學會會士。

## 外部連結
- 李文卿的個人網站（英文） （页面存档备份，存于）